# Xã Londonderry, Quận Guernsey, Ohio
Xã Londonderry (tiếng Anh: Londonderry Township) là một xã thuộc quận Guernsey, tiểu bang Ohio, Hoa Kỳ. Năm 2010, dân số của xã này là 727 người.